# 绍尔滕斯
绍尔滕斯（德語：Schortens，發音：[ˈʃɔʁtn̩s] ⓘ）是德国下萨克森州弗里斯兰县的城市，面积68.8平方千米，2023年12月31日人口为20,932人。